# Pallavolo ai XV Giochi del Mediterraneo - Torneo femminile
Il torneo femminile di pallavolo ai XV Giochi del Mediterraneo si è svolto dal 24 giugno al 3 luglio 2005 ad Almería, in Spagna, durante i XV Giochi del Mediterraneo. Al torneo hanno parteciperanno 7 squadre nazionali di stati che si affacciano sul Mar Mediterraneo e la vittoria finale è andata per la prima volta alla Turchia.

## Gironi
| Girone A                      | Girone B               |
| ----------------------------- | ---------------------- |
| Albania Grecia Spagna Turchia | Croazia Francia Italia |

## Fase finale

### Finali 1º e 3º posto
|  | Semifinali | Semifinali | Semifinali |        |         | 1º/2º posto | 1º/2º posto | 1º/2º posto |  |
|  |            |            |            |        |         |             |             |             |  |
|  | Turchia    | Turchia    | 3          |        |         |             |             |             |  |
|  | Turchia    | Turchia    | 3          |        |         |             |             |             |  |
|  | Croazia    | Croazia    | 0          |        |         |             |             |             |  |
|  | Croazia    | Croazia    | 0          |        | Turchia | Turchia     | 3           |             |  |
|  |            |            |            |        | Turchia | Turchia     | 3           |             |  |
|  |            |            | Grecia     | Grecia | 0       |             |             |             |  |
|  | Italia     | Italia     | Grecia     | Grecia | 0       | 1           |             |             |  |
|  | Italia     | Italia     |            |        |         | 1           |             |             |  |
|  | Grecia     | Grecia     | 3          |        |         | 3º/4º posto | 3º/4º posto | 3º/4º posto |  |
|  | Grecia     | Grecia     | 3          |        |         |             |             |             |  |
|  |            |            |            |        |         |             |             |             |  |
|  |            |            |            |        |         | Croazia     | Croazia     | 1           |  |
|  |            |            |            |        |         | Croazia     | Croazia     | 1           |  |
|  |            |            |            |        |         | Italia      | Italia      | 3           |  |

## Classifica finale
| Pos | Squadra | Rosa |
| --- | ------- | --- |
|     | Turchia | Formazione: 1 Mert, 2 Kayalar, 4 İşseven, 5 Özbek, 6 Sipahioğlu, 7 Hanikoğlu, 9 Hakyemez, 14 Ağca, 16 Tokatlıoğlu, 17 Demir, 18 Kırdar, CT: Yazıcıoğulları                                                |
|     | Grecia  | Formazione: 1 Plagiannakou, 3 Fragkiadakī, 4 Koutouxidou, 5 Chatziefraimoglou, 6 Kiosī, 7 Tiktapanidou, 8 Sakkoula, 9 Dumitrescu, 10 Vlachou, 13 Dirva, 15 Tzanakakī, 18 Chatzīnikolaou, CT: Andreopoulos |
|     | Italia  | Formazione: 1 Bacchi, 2 Arrighetti, 3 Rondon, 4 Masoni, 5 Dall'Ora, 7 Caponi, 8 Borrelli, 9 Di Iulio, 10 Pincerato, 13 Negrini, 16 Calloni, 17 Puerari, CT: Mencarelli                                    |
| 4.  | Croazia | |
| 5.  | Spagna  | |
| 6.  | Francia | |
| 7.  | Albania | |